# Fingerhakeln

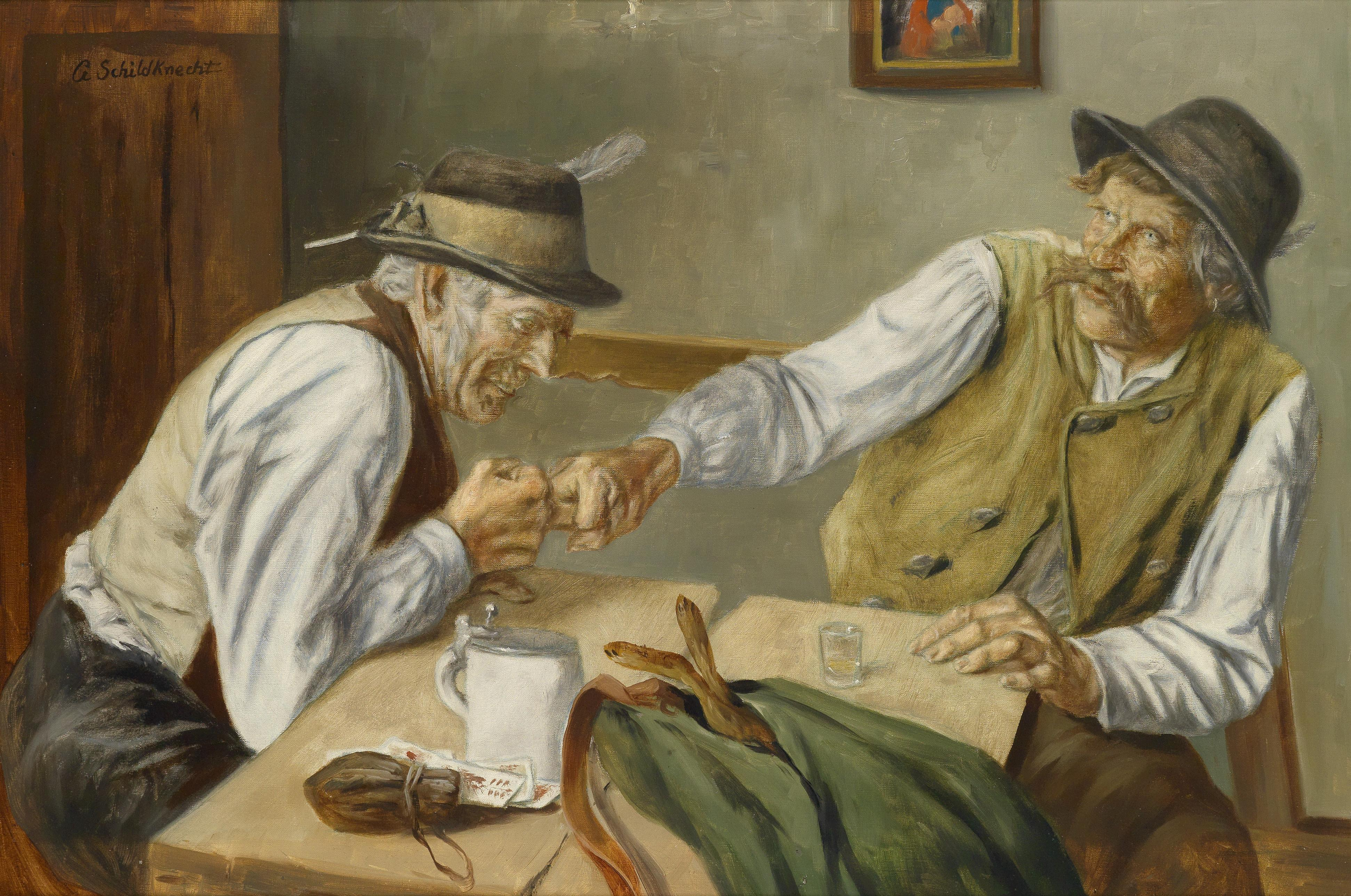
Fingerhakeln (Peinture de Georg Schildknecht)

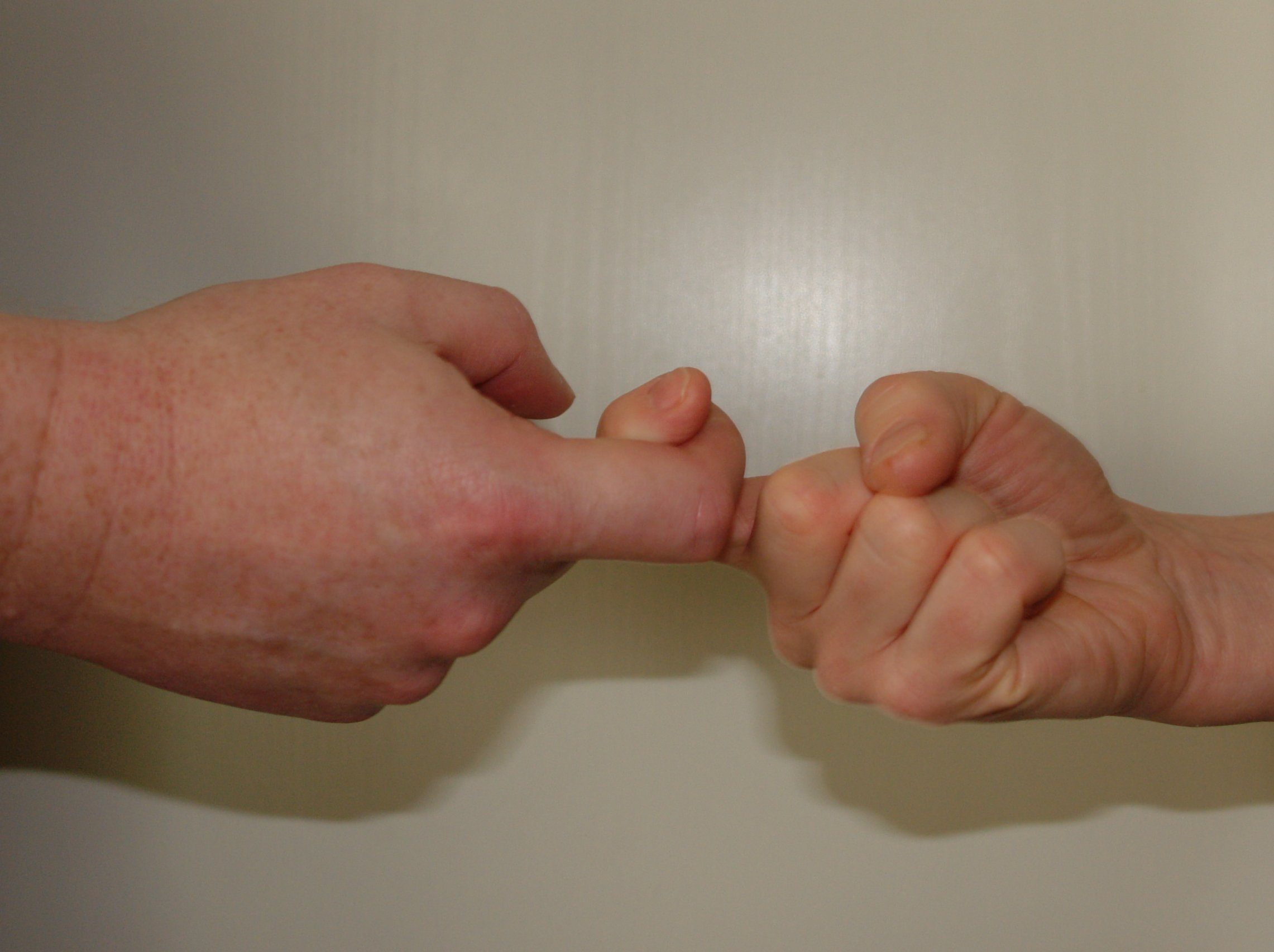
Fingerhakeln sans bracelet

Le Fingerhakeln, pouvant être traduit par « accrochage des doigts », est un ancien sport de force alpin, pratiqué surtout en Bavière et en Autriche. Le principe est le suivant : deux adversaires s'assoient l'un en face de l'autre à une table en bois, passent tous les deux leur majeur dans une sorte de bracelet de cuir, et commencent à tirer. Le vainqueur est celui qui arriver à amener son adversaire au-delà d'une ligne marquée sur la table.
Des tournois sont encore régulièrement organisés. À la table se trouve un arbitre au centre, ainsi que deux « rattrapeurs », placés chacun derrière un des concurrents, et veillant à éviter que celui-ci ne tombe en arrière s'il lâchait la cordelette de cuir. Seuls les hommes ont le droit de participer aux compétitions.

## Blessures
Les blessures sont fréquentes, allant du simple saignement sur une érosion cutanée, à la lésion d'un tendon ou à une fracture du doigt.

### Liens connexes
https://www.invest-in-bavaria.com/fr/blog/article/le-fingerhakeln-bavarois-un-jeu-traditionnel-pour-tirer-sur-la-table.html Article sur la lutte des doigts